# Mydaus javanensis
Il tasso malese (Mydaus javanensis) è un mammifero carnivoro della famiglia dei Mefitidi.
È la specie più nota di questo genere, nota in India con il nome di teladu o telegon e a Sumatra con quello di tellego che più o meno corrispondono al nostro nome di «puzzola». Ha un corpo piccolo, dalla dimensione di quello delle martore, una cortissima coda coperta da lunghi peli. La lunghezza del suo corpo è di 36 centimetri, quella della coda di 12 millimetri; l'altezza al garrese è di 14 centimetri. Il colore del pelo è bigio scuro uniforme, ad eccezione della parte posteriore del capo. Una striscia bianca scorre lungo il dorso sino all'estremità della coda corta. La parte inferiore del corpo è più chiara; il pelame è folto e lungo e consiste in una sericea lanugine con ruvidi peli lunghi particolarmente sui fianchi e sulla nuca dove formano una specie di criniera.
Vive esclusivamente sulle alture al di sopra dei duemila metri. Tutti gli abitanti delle montagne lo conoscono perfettamente anche perché sono numerosissimi gli animali di questa specie; al contrario gli abitanti delle pianure non l'hanno mai visto, perché esso non scende mai dalle altezze in cui dimora. Il frumento, le patate e il tabacco, che sono i fondamentali prodotti degli altipiani delle isole in cui il tasso fetente vive, formano il suo cibo principale. Esso scava la sua casa, con abilità e prudenza, a poca profondità sotto la superficie del suolo, preferibilmente tra le radici degli alberi. Il buco ha forma sferica di oltre un metro di diametro, lavorato con perfezione e regolarità. Dal buco centrale partono varie gallerie, con relative uscite alla superficie, della lunghezza di circa due metri; le uscite sono generalmente nascoste da rami e foglie secche. Di giorno sta in casa e dorme; al crepuscolo esce dalla tana e inizia la caccia ai vermi che dissotterra scavando con le zampe anteriori.
I movimenti del tasso fetente sono lenti e pigri ed esso è perciò facilmente catturato dagli indigeni che sono ghiotti della sua carne. Se si vede in pericolo ed è inseguito, esso spruzza il suo liquido puzzolente che giunge anche a 60 centimetri di distanza; il liquido è vischioso ed enorme la sua capacità di volatilizzazione che può appestare un intero villaggio e con un odore forte da essere insopportabile.
Il tasso fetente è mansueto e mite d'indole e, se catturato giovane, può essere facilmente addomesticato. Cagiona seri danni alle colture a causa della sua abitudine di scavare.